# Florent le Noir
Florent Le Noir (vers 1115 - près d'Utrecht, 1133) (en néerl. Floris de Zwarte, en angl. Floris the Black), est un fils du comte de Hollande Florent II de Hollande et de Pétronille de Lorraine (aussi de Saxe). Il fut comte de Hollande dans les années 1120 et 1130, contre son frère Thierry VI de Hollande.

## Biographie
Florent va s'opposer deux fois contre son frère aîné, Thierry VI de Hollande.
La première fois, de 1129 à 1131, il avait le soutien de sa mère Pétronille, d'Andries van Cuijk, évêque d'Utrecht, et du roi, son oncle, Lothaire III de Supplinburg. Après mars 1131, le conflit s'étant apaisé, les frères ayant apparemment trouvé un accord, Florent apparaît à nouveau comme comte de Hollande aux côtés de Thierry. Il acquit le titre de comte de Hollande mais pour une courte durée.
Car en août 1131, il se rebella à nouveau. Cette fois, Florent accepta une proposition des Frisons de la Frise Occidentale/Frise-Occidentale, de devenir le chef de l'ensemble de leur territoire, et cela relança la dispute avec son frère. En l'apprenant, les habitants du Kennemerland vinrent se joindre au mouvement de révolte. Le conflit fratricide fut résolu un an plus tard, en août 1132, par l'intervention de Lothaire. Cependant cela n'a pas apaisé les Frisons, qui ont poursuivi leur révolte, qui a néanmoins été finalement réprimée.
Florent s'en alla alors pour Utrecht, où il préparait son mariage avec Heilwive de Rode, une parente de l'évêque d'Utrecht, Andries van Cuijk. En 1133, Florent tomba dans une embuscade près d'Utrecht et fut tué par Herman et Godfried van Cuijk. Cet événement laissa Thierry libre de diriger le comté. Le roi Lothaire punit cet acte en rasant le château de Cuijk et en bannissant les auteurs. Floris fut inhumé en l'abbaye de Rijnsburg.

## Recherches archéologiques
Les restes de la dépouille de Florent le Noir, avec d'autres membres de la famille de Florent V de Hollande, ont été mis au jour lors d'une fouille conduite par le professeur Willem Glasbergen en 1949 sur les terres de l'ancienne abbaye de Rijnsburg. Cette découverte est inattendue, car il était considéré comme certain que le dernier lieu de repos des comtes de Hollande avait été détruit au XVIe siècle par des groupes fondamentalistes de Guillaume Ier d'Orange-Nassau. Une étude de ses restes a révélé que le squelette était âgé de 29 à 30 ans. Bien que l'année de la mort soit connue, cela pose question sur l'année de sa naissance. Elle ne devrait pas être 1115 mais plutôt 1103.